# René Dubois (homme politique)
Pour les articles homonymes, voir René Dubois et Dubois.
René Dubois est un homme politique français né le 12 juillet 1893 à Paris et décédé le 11 avril 1982 à La Baule-Escoublac (Loire-Atlantique)

## Biographie
Médecin, René Dubois devient en 1924 chef de la clinique chirurgicale de la faculté de Paris. Il ouvre ensuite une clinique à La Baule, avant d'être chirurgien-chef de l'hôpital de Saint-Nazaire de 1947 à 1958.
Conseiller municipal de La Baule de 1935 à 1941, il est révoqué par le gouvernement de Vichy. Résistant arrêté à plusieurs reprises, il est élu en 1945 maire de la Baule et conseiller général du canton de Guérande. Il conserve ces deux mandats jusqu'en 1971 et 1970. Il est également élu député de la seconde assemblée constituante, en 1946. Il est réélu en 1946 et conserve son siège jusqu'en 1948. Il passe ensuite au Sénat, où il siège chez les Républicains indépendants. Il est réélu jusqu'en 1965. Il s'investit sur les questions de santé et de famille. Déjà président de la commission de la Famille à l'Assemblée nationale en 1948, il est président de la même commission au Sénat de 1952 à 1957.